# Каповилья, Мария Эстер де
Мария Эстер Эpeдиa де Каповилья (исп. María Esther Heredia de Capovilla; 14 сентября 1889, Гуаякиль, Эквадор — 27 августа 2006, там же) — эквадорская долгожительница которая прожила 116 лет 347 дней, была самым старым человеком из живущих на Земле с 29 мая 2004 года до собственной смерти, хотя этот титул официально носила и голландка Хендрикье ван Андел-Схиппер. Старейшая жительница Эквадора и вторая в истории Южной Америки.

## Биография
Родилась Мария в эквадорском городе Гуаякиль в 1889 году. При рождении носила имя Мария Эстер Эредия Лекаро. Она была дочерью полковника и жила среди высшего класса. Занималась искусством. Мария никогда не курила и не пила крепких напитков. В 1917 году она вышла замуж за офицера, Антонио Каповилья, который умер в 1949 году. Антонио, итальянец по происхождению, родился в Пола, Австро-Венгрии (ныне Пула, Хорватия), в 1864 году. Он переехал в Чили в 1894 году, а затем в Эквадор в 1910 году. После смерти первой супруги он женился на Марии. У них было пятеро детей, трое из которых жили на день смерти Марии: дочери Хильда (81), Ирма (80) и сын Анибал (78). У неё было двенадцать внуков, двадцать правнуков и два праправнука.
В возрасте 100 лет, Мария Каповилья чуть было не умерла и даже причастилась, но в дальнейшем проблем со здоровьем не было. В декабре 2005 года, в возрасте 116 лет, Каповилья была в добром здравии и в состоянии смотреть телевизор, читать газеты и ходить без помощи палки (хотя ей помогали при ходьбе).
К марту 2006 года состояние здоровья Марии ухудшилось. Она была уже не в состоянии читать газеты. Каповилья также почти перестала говорить и больше не ходила, за исключением случаев, когда ей помогали два человека. Умерла всего за 18 дней до 117-го дня рождения от пневмонии.